# 羅密歐·貝克漢
羅密歐·詹姆斯·貝克漢（英語：Romeo James Beckham，2002年9月1日—）是一名已退役英格蘭職業足球運動員，司職前鋒，是知名退役足球員大衛·貝克漢和歌手維多利亞·貝克漢的次子。2024年9月離開英超球隊布伦特福德並宣佈退役。

## 早期生活
羅密歐出生在倫敦西敏市的波特蘭醫院，他是前英格蘭國家隊隊長大衛·貝克漢和歌手出身的時裝設計師維多利亞·貝克漢的次子。他的哥哥和弟弟克魯兹也曾與他一起在兵工廠踢球，但兩人皆先後被俱樂部的青訓系統放棄。他先是在倫敦的韋瑟比學校就讀，然後在薩默塞特郡的米爾菲爾德學校就讀。儘管父親是曼聯前球員，羅密歐是兵工廠的球迷。

## 俱樂部生涯
2014年，羅密歐加入了兵工廠U21青訓營，但隔年被放棄。及後他承認自己不希望再踢職業足球，並跟隨接受網球訓練。然而，羅密歐在2020年宣布他希望在離開五年後重返足壇。為了支持這個決定，他的父親將他之前在家裡建造的網球場改成了足球場。
2021年9月，在年滿19歲之後，羅密歐加入了美國足球甲級聯賽的俱樂部勞德代爾堡CF（英語：Fort Lauderdale CF，2022年更名為邁阿密國際二隊），這是他父親旗下的美足聯俱樂部邁阿密國際的預備隊。9月19日，羅密歐在2-2戰平南喬治亞風暴的比賽中完成職業首秀。在那場比賽中，他與父親的前曼聯隊友的儿子哈維·耐維爾（Harvey Neville）一起出戰比賽。2022年1月26日，羅密歐在4-0戰勝秘魯體育大學的季前賽中為邁阿密國際完成了他的非正式比賽首秀。
2023年1月6日，羅密歐以租借球員的身分加盟布倫福B隊，為期六個月。他在四天後首次亮相，在倫敦高級盃對陣Erith & Belvedere的比賽中作為下半場的替補球員出場。

## 生涯數據
最後更新：2022年9月19日
| 俱樂部         | 賽季 | 聯賽             | 聯賽 | 聯賽 | 國家盃賽 | 國家盃賽 | 洲際賽事 | 洲際賽事 | 總計 | 總計 |
| 俱樂部         | 賽季 | 聯賽 級別        | 出場 | 進球 | 出場     | 進球     | 出場     | 進球     | 出場 | 進球 |
| -------------- | ---- | ---------------- | ---- | ---- | -------- | -------- | -------- | -------- | ---- | ---- |
| 國際邁阿密二隊 | 2021 | 美國足球甲級聯賽 | 6    | 0    | —        | —        | —        | —        | 6    | 0    |
| 國際邁阿密二隊 | 2022 | MLS Next Pro     | 20   | 2    | —        | —        | —        | —        | 20   | 2    |
| 國際邁阿密二隊 | 總計 | 總計             | 26   | 2    | 0        | 0        | 0        | 0        | 26   | 2    |
| 總計           | 總計 | 總計             | 26   | 2    | 0        | 0        | 0        | 0        | 26   | 2    |

## 註解
1. 1 2  勞德代爾堡CF在2022年更名為國際邁阿密二隊